# ژوئل دیکر
ژوئل دیکر (فرانسوی: Joël Dicker‎؛ زادهٔ ۱۶ ژوئن ۱۹۸۵) یک نویسنده، و رمان‌نویس اهل سوئیس است. وی برنده جوایزی همچون جایزه بزرگ رمان فرهنگستان فرانسه شده‌است.
از میان آثار وی، رمانهای «حقیقت ماجرای هری کبر» (به فرانسوی: La Vérité sur l’affaire Harry Quebert) و «ماجرای ناپدید شدن استفانی ملر» (به فرانسوی: La Disparition de Stephanie Mailer) توسط چند مترجم به فارسی برگردانده شده‌است.

## کتابشناسی
- حقیقت ماجراهای هری کبر، ترجمه لیلا نظمی نژاد، تهران: نشر چشمه‏‫، ۱۳۹۵.
- پرونده هری کبر، ترجمۀ آریا نوری، تهران: نشر البرز‏‫، ‏‫۱۳۹۵ .
- ریشه‌های شر [کتاب]: حقیقت ماجرای هری کیوبرت، ترجمۀ ناهید فروغان، تهران : انتشارات نیلوفر ‏‫، ‏‫۱۳۹۶.
- ‏‫پرونده بالتیمور‮‏‫، ترجمه آریا نوری، تهران: نشر البرز‏‫، ۱۳۹۶.
- ماجرای ناپدیدشدن استفانی ملر، ترجمه آریا نوری، تهران: نشر البرز‏‫، ۱۳۹۷.